# Acrocercops ennychodes
Acrocercops ennychodes är en fjärilsart som beskrevs av Edward Meyrick 1921. Acrocercops ennychodes ingår i släktet Acrocercops och familjen styltmalar. Inga underarter finns listade i Catalogue of Life.